# Гемеджиев
Гемеджиев е българско родово име, водещо началото си от занаята гемеджийство или лодкарство. Думата gemici е турска и означава лодкар (но също и моряк), майстор на лодки или човек занимаващ се пренасяне на стоки, хора и др. с лодка.

## Личности с такова родово име
- Иван Гемеджиев (1974 —) – футболист
- Костадин Гемеджиев (1908 — 1994). Командир на Партизански отряд „Васил Левски“ в състава на ЕЛАС.